# Tagaloški jezik
Tagaloški jezik ili tagalog (ISO 639-3: tgl) uz malajski najrašireniji je i službeni jezik na Filipinima. Službeni je i u malezijskoj pokrajini Semporna. Tagalog je baza jezika filipino koji je ustavom priznati službeni jezik na Filipinima. Govori se u srednjem dijelu otoka Luzona (oko glavnog grada Manile) i na otoku Mindoro.
Njime se danas služi oko 23 853 200 ljudi, od čega 21 500 000 u Filipinima (po popisu iz 2000.), a ostali u Kanadi, Guamu, Saudijskoj Arabiji, Ujedinjenim Arapskim Emiratima, Ujedinjenom Kraljevstvu i SAD-u.

## Povijest
Tagalog je jezik naroda Tagali koji živi na srednjem Luzonu u vrijeme dolaska Španjolaca. Španjolci su tijekom svoje vlasti radili prve rječnike i gramatike tagaloga, te se o jeziku prije njihovog dolaska malo zna. Prije dolaska Španjolaca se koristilo pismo Baybayin, a tijekom španjolske vlasti se lagano prihvaća latinica. Prvi poznati književnik koji piše na tagalogu je Francisco Baltazar u 19. st. Španjolski i engleski jezik su izvršili značajan utjecaj na tagalog tako da u njemu ima mnogo riječi europskog porijekla.

## Primjeri
- -Magandang araw po- - Dobar dan
- -Kumusta ka?- - Kako si?
- -Mabuti- - Dobro
- -Salamat- - Hvala
- -oo}- - da
- -hindî- - ne
- -Pasensya pô- - Oprosti
- -Mabuhay!- - Živjeli!
- -Marunong ka bang magsalitâ ng Ingles?- - Govorite li engleski?
- -Mahal kita- -Volim te

## Vanjske poveznice
- Ethnologue (14th)
- Ethnologue (15th)